# Bartoszyce (gromada)
Bartoszyce – dawna gromada, czyli najmniejsza jednostka podziału terytorialnego Polskiej Rzeczypospolitej Ludowej w latach 1954–1972.
Gromady, z gromadzkimi radami narodowymi (GRN) jako organami władzy najniższego stopnia na wsi, funkcjonowały od reformy reorganizującej administrację wiejską przeprowadzonej jesienią 1954 do momentu ich zniesienia z dniem 1 stycznia 1973, tym samym wypierając organizację gminną w latach 1954–1972.
Gromadę Bartoszyce  z siedzibą GRN w mieście Bartoszycach (nie wchodzącym w jej skład) utworzono – jako jedną z 8759 gromad na obszarze Polski – w powiecie bartoszyckim w woj. olsztyńskim na mocy uchwały nr 10 WRN w Olsztynie z dnia 4 października 1954. W skład jednostki weszły obszary dotychczasowych gromad Dąbrowa, Kiertyny Wielkie, Sędławki i Spytajny oraz miejscowości Nalikajmy, Wipławki i Zagławki z dotychczasowej gromady Wipławki ze zniesionej gminy Dąbrowa w tymże powiecie. Dla gromady ustalono 18 członków gromadzkiej rady narodowej.
1 stycznia 1960 do gromady Bartoszyce włączono wieś Gile oraz PGR-y Czerwona Górka, Kinkajmy i Lisówka ze zniesionej gromady Maszewy, wsie Osieka, Plęsy i Połęcze oraz kolonie Milicz, Perkujki, Bukowo i Lipina ze zniesionej gromady Osieka, wsie Skitno, Szylina, Szylina Mała, Szylina Wielka, Falczewo i Wirwilty oraz kolonie Grąd i Wiatrak ze zniesionej gromady Wirwilty, a także wsie Leginy i Żydowo, kolonię Nowe Witki oraz PGR-y Łoskajmy i Zawiersze ze zniesionej gromady Żydowo – w tymże powiecie.
31 grudnia 1961 do gromady Bartoszyce włączono wsie Witki i Tromity ze zniesionej gromady Wiatrowiec w tymże powiecie.
31 grudnia 1967 do gromady Bartoszyce włączono grunty PGR Łapkiejmy wchodzące w obręb PGR Łoskajmy (283 ha) z gromady Wodukajmy w tymże powiecie.
Gromada przetrwała do końca 1972 roku, czyli do kolejnej reformy gminnej. 1 stycznia 1973 w powiecie bartoszyckim utworzono gminę Bartoszyce.